# Łyżwiarstwo szybkie na Zimowych Igrzyskach Olimpijskich 1960
Zawody w łyżwiarstwie szybkim na Zimowych Igrzyskach Olimpijskich 1960 odbywały się w dniach 20–27 lutego 1960 roku, do rywalizacji przystąpili mężczyźni i po raz pierwszy kobiety. Zawodnicy i zawodniczki walczyli w czterech konkurencjach: na 500 m, 1500 m, 5000 m, 10 000 m, a kobiety na dystansie: 500 m, 1000 m, 1500 m i 3000 m. Łącznie rozdanych zostało zatem osiem kompletów medali. Zawody odbywały się na torze lodowym Olympic Skating Rink.

## Terminarz
| Data           | Miejscowość  | Konkurencja       | Złoto                       | Srebro             | Brąz             |
| -------------- | ------------ | ----------------- | --------------------------- | ------------------ | ---------------- |
| 20 lutego 1960 | Squaw Valley | 500 m kobiet      | Helga Haase                 | Natalja Donczenko  | Jeanne Ashworth  |
| 21 lutego 1960 | Squaw Valley | 1500 m kobiet     | Lidija Skoblikowa           | Elwira Seroczyńska | Helena Pilejczyk |
| 22 lutego 1960 | Squaw Valley | 1000 m kobiet     | Kłara Gusiewa               | Helga Haase        | Tamara Ryłowa    |
| 23 lutego 1960 | Squaw Valley | 3000 m kobiet     | Lidija Skoblikowa           | Walentina Stienina | Eevi Huttunen    |
| 24 lutego 1960 | Squaw Valley | 500 m mężczyzn    | Jewgienij Griszin           | William Disney     | Rafael Gracz     |
| 25 lutego 1960 | Squaw Valley | 5000 m mężczyzn   | Wiktor Kosiczkin            | Knut Johannesen    | Jan Pesman       |
| 26 lutego 1960 | Squaw Valley | 1500 m mężczyzn   | Roald Aas Jewgienij Griszin |                    | Boris Stienin    |
| 27 lutego 1960 | Squaw Valley | 10 000 m mężczyzn | Knut Johannesen             | Wiktor Kosiczkin   | Kjell Bäckman    |

## Mężczyźni

### 500 m
| Miejsce | Państwo           | Zawodnik           | Czas | Strata |
| ------- | ----------------- | ------------------ | ---- | ------ |
|         | ZSRR              | Jewgienij Griszin  | 40.2 | WR     |
|         | Stany Zjednoczone | William Disney     | 40.3 | +0.1   |
|         | ZSRR              | Rafael Gracz       | 40.4 | +0.2   |
| 4.      | Szwecja           | Hans Wilhelmsson   | 40.5 | +0.3   |
| 5.      | ZSRR              | Giennadij Woronin  | 40.7 | +0.5   |
| 6.      | Norwegia          | Alv Gjestvang      | 40.8 | +0.6   |
| 7.      | Stany Zjednoczone | Terry McDermott    | 40.9 | +0.7   |
|         | Finlandia         | Toivo Salonen      | 40.9 | +0.7   |
| 9.      | Japonia           | Fumio Nagakubo     | 41.1 | +0.9   |
| 10.     | Holandia          | Henk van der Grift | 41.2 | +1.0   |
|         | ZSRR              | Jurij Małyszew     | 41.2 | +1.0   |

Data: 24 lutego 1960

### 1500 m
| Miejsce | Państwo   | Zawodnik          | Czas   | Strata |
| ------- | --------- | ----------------- | ------ | ------ |
|         | Norwegia  | Roald Aas         | 2:10.4 |        |
|         | ZSRR      | Jewgienij Griszin | 2:10.4 |        |
|         | ZSRR      | Boris Stienin     | 2:11.5 | +1.1   |
| 4.      | Finlandia | Jouko Jokinen     | 2:12.0 | +1.6   |
| 5.      | Szwecja   | Olov Per Brogren  | 2:13.1 | +2.7   |
|         | Finlandia | Juhani Järvinen   | 2:13.1 | +2.7   |
| 7.      | Finlandia | Toivo Salonen     | 2:13.1 | +2.7   |
| 8.      | Francja   | André Kouprianoff | 2:13.3 | +2.9   |
| 9.      | Niemcy    | Helmut Kuhnert    | 2:13.6 | +3.2   |
| 10.     | Francja   | Raymond Gilloz    | 2:14.2 | +3.8   |

Data: 26 lutego 1960

### 5000 m

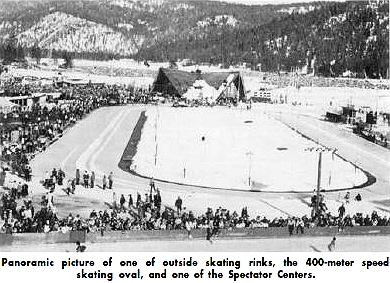
Arena zmagań łyżwiarzy, Olympic Skating Rink w 1960

| Miejsce | Państwo   | Zawodnik           | Czas   | Strata |
| ------- | --------- | ------------------ | ------ | ------ |
|         | ZSRR      | Wiktor Kosiczkin   | 7:51.3 |        |
|         | Norwegia  | Knut Johannesen    | 8:00.8 | +9.5   |
|         | Holandia  | Jan Pesman         | 8:05.1 | +13.8  |
| 4.      | Norwegia  | Torstein Seiersten | 8:05.3 | +14.0  |
| 5.      | ZSRR      | Walerij Kotow      | 8:05.4 | +14.1  |
| 6.      | ZSRR      | Oleg Gonczarienko  | 8:06.6 | +15.3  |
| 7.      | Szwecja   | Ivar Nilsson       | 8:09.1 | +17.8  |
|         | Finlandia | Keijo Tapiovaara   | 8:09.1 | +17.8  |
| 9.      | Francja   | André Kouprianoff  | 8:10.4 | +19.1  |
| 10.     | Francja   | Raymond Gilloz     | 8:11.5 | +20.2  |

Data: 25 lutego 1960

### 10 000 m
| Miejsce | Państwo           | Zawodnik           | Czas    | Strata |
| ------- | ----------------- | ------------------ | ------- | ------ |
|         | Norwegia          | Knut Johannesen    | 15:46.6 | WR     |
|         | ZSRR              | Wiktor Kosiczkin   | 15:49.2 | +2.6   |
|         | Szwecja           | Kjell Bäckman      | 16:14.2 | +27.6  |
| 4.      | Szwecja           | Ivar Nilsson       | 16:26.0 | +39.4  |
| 5.      | Wielka Brytania   | Terence Monaghan   | 16:31.6 | +45.0  |
| 6.      | Norwegia          | Torstein Seiersten | 16:33.4 | +46.8  |
| 7.      | Szwecja           | Olof Dahlberg      | 16:34.6 | +48.0  |
| 8.      | Finlandia         | Jouko Järvinen     | 16:35.4 | +48.8  |
| 9.      | Finlandia         | Keijo Tapiovaara   | 16:37.2 | +50.6  |
| 10.     | Stany Zjednoczone | Ross Zucco         | 16:37.6 | +51.0  |

Data: 27 lutego 1960

## Kobiety

### 500 m
| Miejsce | Państwo           | Zawodniczka        | Czas | Strata |
| ------- | ----------------- | ------------------ | ---- | ------ |
|         | Niemcy            | Helga Haase        | 45.9 | OR     |
|         | ZSRR              | Natalja Donczenko  | 46.0 | +0.1   |
|         | Stany Zjednoczone | Jeanne Ashworth    | 46.1 | +0.2   |
| 4.      | ZSRR              | Tamara Ryłowa      | 46.2 | +0.3   |
| 5.      | Japonia           | Hatsue Takamizawa  | 46.6 | +0.7   |
| 6.      | ZSRR              | Kłara Gusiewa      | 46.8 | +0.9   |
|         | Polska            | Elwira Seroczyńska | 46.8 | +0.9   |
| 8.      | Japonia           | Fumie Hama         | 47.4 | +1.5   |
|         | Kanada            | Doreen Ryan        | 47.7 | +1.8   |
| 10.     | Stany Zjednoczone | Kathy Mulholland   | 47.9 | +2.0   |
| ..      |                   |                    |      |        |
| 12.     | Polska            | Helena Pilejczyk   | 48.2 | +2.1   |

Data: 20 lutego 1960

### 1000 m
| Miejsce | Państwo           | Zawodniczka        | Czas   | Strata |
| ------- | ----------------- | ------------------ | ------ | ------ |
|         | ZSRR              | Kłara Gusiewa      | 1:34.1 | OR     |
|         | Niemcy            | Helga Haase        | 1:34.3 | +0.2   |
|         | ZSRR              | Tamara Ryłowa      | 1:34.8 | +0.7   |
| 4.      | ZSRR              | Lidija Skoblikowa  | 1:35.3 | +1.2   |
| 5.      | Polska            | Helena Pilejczyk   | 1:35.8 | +1.7   |
|         | Japonia           | Hatsue Takamizawa  | 1:35.8 | +1.7   |
| 7.      | Japonia           | Fumie Hama         | 1:36.1 | +2.0   |
| 8.      | Stany Zjednoczone | Jeanne Ashworth    | 1:36.5 | +2.4   |
| 9.      | Finlandia         | Eevi Huttunen      | 1:37.2 | +3.1   |
| 10.     | Finlandia         | Iris Sihvonen      | 1:37.3 | +3.2   |
| ..      |                   |                    |        |        |
| DNF.    | Polska            | Elwira Seroczyńska |        |        |

Data: 22 lutego 1960

### 1500 m
| Miejsce | Państwo   | Zawodniczka         | Czas   | Strata |
| ------- | --------- | ------------------- | ------ | ------ |
|         | ZSRR      | Lidija Skoblikowa   | 2:25.2 | WR     |
|         | Polska    | Elwira Seroczyńska  | 2:25.7 | +0.5   |
|         | Polska    | Helena Pilejczyk    | 2:27.1 | +1.9   |
| 4.      | ZSRR      | Kłara Gusiewa       | 2:28.7 | +3.5   |
| 5.      | ZSRR      | Walentina Stienina  | 2:29.2 | +4.0   |
| 6.      | Finlandia | Iris Sihvonen       | 2:29.7 | +4.5   |
| 7.      | Szwecja   | Christina Scherling | 2:31.5 | +6.3   |
| 8.      | Niemcy    | Helga Haase         | 2:31.7 | +6.5   |
| 9.      | Szwecja   | Elsa Einarsson      | 2:32.9 | +7.7   |
| 10.     | Japonia   | Fumie Hama          | 2:33.3 | +8.1   |

Data: 21 lutego 1960

### 3000 m
| Miejsce | Państwo           | Zawodniczka         | Czas   | Strata |
| ------- | ----------------- | ------------------- | ------ | ------ |
|         | ZSRR              | Lidija Skoblikowa   | 5:14.3 | OR     |
|         | ZSRR              | Walentina Stienina  | 5:16.9 | +2.6   |
|         | Finlandia         | Eevi Huttunen       | 2:21.0 | +6.7   |
| 4.      | Japonia           | Hatsue Takamizawa   | 5:21.4 | +7.1   |
| 5.      | Szwecja           | Christina Scherling | 5:25.5 | +11.2  |
| 6.      | Polska            | Helena Pilejczyk    | 5:26.2 | +11.9  |
| 7.      | Polska            | Elwira Seroczyńska  | 5:27.3 | +13.0  |
| 8.      | Stany Zjednoczone | Jeanne Ashworth     | 5:28.5 | +14.2  |
| 9.      | ZSRR              | Tamara Ryłowa       | 5:30.0 | +15.7  |
| 10.     | Japonia           | Yoshiko Takano      | 5:30.9 | +16.6  |

Data: 23 lutego 1960

## Tabela medalowa
| Lp. | Kraj              | złoto | srebro | brąz | razem |
| --- | ----------------- | ----- | ------ | ---- | ----- |
| 1.  | ZSRR              | 6     | 3      | 3    | 12    |
| 2.  | Norwegia          | 2     | 1      | 0    | 3     |
| 3.  | Niemcy            | 1     | 1      | 0    | 2     |
| 4.  | Polska            | 0     | 1      | 1    | 2     |
|     | Stany Zjednoczone | 0     | 1      | 1    | 2     |
| 6.  | Finlandia         | 0     | 0      | 1    | 1     |
|     | Holandia          | 0     | 0      | 1    | 1     |
|     | Szwecja           | 0     | 0      | 1    | 1     |

## Polacy
| Zawodniczka        | 500 m | 1000 m | 1500 m | 3000 m |
| ------------------ | ----- | ------ | ------ | ------ |
| Elwira Seroczyńska | 6.    | DNF    | srebro | 7.     |
| Helena Pilejczyk   | 12.   | 5.     | brąz   | 6.     |